# Glasgow Tower
Glasgow Tower is een vrijstaande toren gelegen aan de zuidelijke oever van de Clyde in Glasgow, Schotland. De in 2001 geopende toren is een onderdeel van het Glasgow Science Centre complex en houdt het Guinness Wereldrecord voor hoogste volledig roterende vrijstaande structuur, omdat de toren 360° kan draaien. De toren werd in 2008 gesloten voor opknapwerken en werd in juli 2014 weer voor het publiek geopend.

## Achtergrond en wereldrecords
Met zijn 127 meter is de Glasgow Tower momenteel de hoogste toren in Schotland. Aanvankelijk rustte de hele structuur op een in Nigeria gemaakt axiaallager met een diameter van 65 cm. Dit lager werd voor de heropening in 2014 vervangen door een ander lager. Dit lager bevindt zich op de bodem van een 15 meter diepe put, de toren zelf is echter niet direct verbonden met deze funderingen maar rust op een ring van 24 andere lagers op grondniveau. Dit zorgt ervoor dat men het gebouw in de juiste windrichting kan zetten.
De toren heeft twee liften, beide met een capaciteit van 12 personen. Het aantal mensen per lift wordt om redenen van comfort echter beperkt tot 6 bezoekers en één medewerker. De liften, geproduceerd door Alimak Hek, bereiken de top van de toren in twee en een halve minuut. De lift gebruikt een zogenaamd tandheugel systeem. De liftpassagiers kunnen van een mooi uitzicht genieten dankzij de rondom glazen cabine van de lift. Er is ook een noodtrap aanwezig die bestaat uit 523 treden van het niveau van het platform tot aan de grond.